# Dijetetski suplement hroma
Dijetetski suplement hroma je dodatak ishrani koji svojim aktivnim sastojkom može da pomogne, pojača ili asistira jačanje prirodnih funkcija organizma nastalih nedostatkom hroma u ishrani. U potencijalne korisnike dijetetskih suplemenata hroma spadaju; osobe sa povećanim nutritivnim potrebama, osobe sa smanjenim unosom  sastojaka hrane, osobe kod kojih se želi postići određeno fiziološko delovanje hroma i osobe iz posebne kategorije stanovništva (deca, trudnice, sportisti, hronični bolesniici). Dijetetski suplementi hroma su dostupni u vidu pilula, kapsula, tableta, ili tečnosti.
Unos dijetetskih suplementa hroma je kontraverzna, jer po tom pitanju postoje suprotstavljeni stavovovi nekih medicinskih stručnjaka, do kojih su došli na osnovu studija koje su do sada pokazale neujednačene rezultate, kao i na osnvu činjenice  da je za normalnu funkciju organizma neohodna samo mala količina hroma koja se može uneti samo hranom i da najčešće nije neophodna njegova suplementacija za većinu odraslih osoba. Zato u zdravstvenim krugovima nema saglasnosti da li ljudi trebaju redovno uzimati hrom ili ne. Većina stručnjaka za ishranu ipak veruje da su izvori hrane mnogo zdraviji način za dobijanje odgovarajuće količine hroma, umesto njegovog unosa suplementacijom. Takođe 2014. godine Evropska agencija za sigurnost hrane (EFSA), u svom izveštaju objavila je podatak u kome se navodi da hrom nema dokazane pozitivne efekte na zdravlje kod inače zdravih odraslih osoba.
S druge strane, neki medicinski istraživači veruju da je nedostatak hroma mnogo češći, posebno kod ljudi koji ne reaguju na insulin - što čini deo populacije koja ima prekomernu telesnu težinu i loše se ishrani, ili osdsobe sa šećernom bolesti i starije osobe (> 50 godina) koje imaju veću verovatnoću da imaju nedostatak hroma nego inače zdrave odrasle osobe ili deca.

## Opšta razmatranja
Prema podacima Agencije za lekove SAD:
- Nedostatak hroma nije uobičajen u Sjedinjenim Američkim državama i drugim razvijenim zemljama, jer većina ljudi u proseku konzumira dovoljno hroma dnevno da bi zadovoljila ili premašila ukupni iznos potreban za održavanje zdravlja i sprečavanje nedostatka hroma.
- U proseku, odrasle žene u SAD konzumiraju oko 23 do 29 mikrograma hroma dnevno iz hrane (đto zadovoljava njihove potrebe), a muškarci konzumiraju oko 39 do 54 mikrograma dnevno (đto premašuje njihove potrebe).
- Čak i bebe obično dobiju dovoljno hroma bez obzira da li dojenjem ili hranjenjem, budući da je prosečna količina hroma u majčinom mleku zdravih, dobro hranjenih majki oko 0,24 mikrograma (što je idealna količina koja je jednaka preporučenoj dnevnoj količini hroma).

S druge strane, neki medicinski istraživači veruju da je nedostatak hroma mnogo češći, posebno kod ljudi koji ne odgovaraju na insulin - što je dobar dio populacije koja ima prekomernu telesnu težinu i upražnjvaju lošu ishranu. Prema tim shvatanjima osobe sa šećernom bolesti i starije osobe imaju veću verovatnoću da imaju nedostatak hroma nego inače zdrave odrasle osobe ili deca, i da jedino kod njih treba razmišljati o primeni dijetetskih suplementa hroma.

### Preporučeni dnevni unos hroma
Referentne vrdnosti za unosi hroma, koj su zasnovane na količini potrebnoj ljudima koji su inače zdravi, predložene su u SAD od strane Instituta za medicinu Nacionalne akademije nauka 1989. godine. One se mogu neznatno razlikovati u zavisnosti od starosti, trenutnog zdravlja, telesne težine i nivoa fizičke aktivnosti.
Adekvatni unosi hrom prema starosti i polu.
| Kategorija lica               | Adekvatna količina hroma prema starosti i polu      |
| ----------------------------- | --------------------------------------------------- |
| Dojenčad od 0 do 6 meseci     | 0,2 mikrograma                                      |
| Deca od 7 do 12 meseci        | 5,5 mikrograma                                      |
| Deca od 1 do 3 godine         | 11 mikrograma                                       |
| Deca od 4 do 8 godina         | 15 mikrograma                                       |
| Deca od 9 do 13 godina        | 25 mikrograma za dečake, 21 mikrogram za djevojčice |
| Tinejdžeri od 14 do 18 godina | 35 mikrograma za dečake, 24 mikrograma za devojčice |
| Odrasli od 19 do 50 godina    | 35 mikrograma za muškarce, 25 mikrograma za žene    |
| Žene koje su trudne           | 30 mikrograma                                       |
| Žene koje doje                | 35 mikrograma                                       |

Neki zdravstveni radnici preporučuju veći unos hroma od navedenog u tabeli za kontroli šećera u krvi, posebno osobama sa blagom i/ili ozbiljnijom insulinskom rezistencijom ili šećernom bolesti.
Mnogi stručnjaci za ishranu preporučuju 200 mikrograma dnevno u kombinaciji sa multivitamina , a visoke doze do 1.000 mikrograma onima sa šećernom bolesti tipa 2 ili metaboličkim sindromom u nekim slučajevima.

## Dijetetski suplementi
Hrom je široko korišćen dodatak ishrani u vidu suplemenata. Procenjena prodaja potrošačima, samo u SAD  iznosila je 85 miliona dolara u 2002. godini, što predstavlja 5,6% ukupnog tržišta mineralnih sirovina. Hrom se prodaje kao samostalni dodatak zili kao jedan sastojak, ili u kombinovanim formulama, posebno onima koji se prodaju za mršavljenje i poboljšanje performansi tela. 
Doze hroma u suplemenatima dostpunim na tržištu obično su u rasponu od 50 do 200 mcg. Među dijetetskim suplementim koji su u obliku tableta i kapsula, kao aktivnu supstancu najčešće imaju: hrom pikolinat, hrom hlorid (koji ima slabu biodostupnost), polinikotinat hroma, visokohromni kvasac i hrom citrat. Međutim, s obzirom na ograničene podatke iz istraživanja o apsorpciji hroma kod ljudi, nije jasno koje je forme najbolje uzeti.
Hrom kao suplement može se naći u prodaji i u kombinovanom obliku, u vidu tableta ili kapsula, kao deo multivitaminskih suplemenata, ili zajedno sa drugim esencijalmim elementina (npr selenom, gvožđem...)
Kao primer nekih od dijetetski suplement hroma koji se prodaju Srbiji mogu se navesti: Tablete sa hromom i selenom, Chromium Picolinate 200mcg, Super diet hrom - pikolinat, Natural Wealth Hrom Pikolinat itd.

## Bezbednost
Unos dijetetskih suplementa hroma i dalje je kontraverzna, jer po tom pitanju postoje suprotstavljeni stavovovi od strane nekih medicinskih stručnjaka, a na osnovu studija koje su do sada pokazale neujednačene rezultate. 
Dijetetski suplementi koji sadrže hrom uključuju hrom pikolinat, polinikotinat hroma i nekoliko drugih vrsta hromata, i mogu se naći u prodaji u obliku tableta ili kapsula, ili kao deo multivitaminskih suplemenata, 
Imajući u vidu da je za normalnu funkciju organizma neohodna samo mala količina hroma koja se može uneti samo hranom, najčešće nije neophodna njegova suplementacija za većinu odraslih osoba. Zato u zdravstvenim krugovima nema saglasnosti da li ljudi trebaju redovno uzimati hrom ili ne. Većina stručnjaka za ishranu veruje da su izvori hrane mnogo zdraviji način za dobijanje odgovarajuće količine hroma.

## Interakcija sa lekovima
Iako se malo zna o interakcijama lekova sa hromom kod ljudi, otkriveno je da velike doze antacida koji sadrže kalcijum-karbonat ili magnezijum-hidroksid smanjuju apsorpciju hroma u organizmu pacova. Nasuprot tome, nesteroidni antiinflamatorni lekovi, aspirin i indometacin, mogu povećati apsorpciju hroma u organizmu pacova.

## Sporedna dejstva
Smatra se da hrom utiče na porast mišićne mase. Istraživanja ukazuju da hrom direktno ne doprinosi tome, već indirektno svrsishodnijim iskorišćavanjem makronutrijenata.

## Spoljašnje veze
|  | Molimo Vas, obratite pažnju na važno upozorenje u vezi sa temama iz oblasti medicine (zdravlja). |